# Championnats d'Afrique de cyclisme sur route 2017
Navigation
Championnats d'Afrique 2016 Championnats d'Afrique 2018
Les Championnats d'Afrique de cyclisme sur route 2017 ont lieu du 13 au 19 février 2017 à Louxor en Égypte. 
Les courses masculines élites individuelles font partie de l'UCI Africa Tour 2017 et les courses féminines du calendrier international féminin UCI.

## Podiums masculins
| Élites                       |                                                                                  |                                                                                       |                                                                              |
| Course en ligne              | Willie Smit                                                                      | Meron Abraham                                                                         | Ahmed Galdoune                                                               |
| Contre-la-montre             | Meron Teshome                                                                    | Stefan de Bod                                                                         | Awet Habtom                                                                  |
| Contre-la-montre par équipes | Érythrée Meron Abraham Amanuel Gebreigzabhier Awet Habtom Meron Teshome          | Algérie Abdellah Benyoucef Abderrahmane Mansouri Abdelkader Belmokhtar Azzedine Lagab | Rwanda Joseph Areruya Samuel Mugisha Valens Ndayisenga Jean Bosco Nsengimana |
| Espoirs                      |                                                                                  |                                                                                       |                                                                              |
| Course en ligne              | Meron Abraham                                                                    | Ahmed Galdoune                                                                        | Joseph Areruya                                                               |
| Contre-la-montre             | Stefan de Bod                                                                    | Awet Habtom                                                                           | Joseph Areruya                                                               |
| Juniors                      |                                                                                  |                                                                                       |                                                                              |
| Course en ligne              | Hamza Mansouri                                                                   | Oussama Chablaoui                                                                     | Abdellah Loukili                                                             |
| Contre-la-montre             | Hamza Mansouri                                                                   | Mohammed Medrazi                                                                      | Kiflom Gebreselassie                                                         |
| Contre-la-montre par équipes | Algérie Hamza Mansouri Mohamed Nadjib Assal Oussama Chablaoui Oussama Bechlaghel | Maroc Mohammed Medrazi Abdellah Loukili Mournir Elzhari Yassine Berjali               | Maurice Dylan Redy Benito Beemal Fabio Catherine Adriano Azor                |

## Podiums féminins
| Élites                       |                                                                                |                                                                 |                                                                 |
| Course en ligne              | Aurélie Halbwachs                                                              | Kimberley Le Court                                              | Charlene Roux                                                   |
| Contre-la-montre             | Aurélie Halbwachs                                                              | Mossana Debesai                                                 | Juanita Venter                                                  |
| Contre-la-montre par équipes | Érythrée Wehazit Kidane Mossana Debesay Bisrat Ghebremeskel Wegaheta Gebrihiwt | Éthiopie Eyeru Gebru Abrha Birhan Fkadu Tsega Beyene Selam Amha | Égypte Ebtisam Zayed Menatalla Essam Donia Rashwan Fatma Hagrus |
| Juniors                      |                                                                                |                                                                 |                                                                 |
| Course en ligne              | Hailu Zayd Haftu                                                               | Kasahun Tsadkan Gebremedhn                                      | Yasser Mohammed Mariam                                          |
| Contre-la-montre             | Kasahun Tsadkan Gebremedhn                                                     | Hailu Zayd Haftu                                                | Okorie Jacinta                                                  |
| Contre-la-montre par équipes | Égypte Jessenia Ali Yasser Mohammed Mariam Heidi Mohamed Alaa Shaaban          |                                                                 |                                                                 |

## Tableaux des médailles
| Rang  | Nation         | Or | Argent | Bronze | Total |
| ----- | -------------- | -- | ------ | ------ | ----- |
| 1     | Érythrée       | 4  | 3      | 1      | 8     |
| 2     | Algérie        | 3  | 2      | 0      | 5     |
| 3     | Éthiopie       | 2  | 3      | 1      | 6     |
| 4     | Afrique du Sud | 2  | 1      | 2      | 5     |
| 5     | Maurice        | 2  | 1      | 1      | 4     |
| 6     | Égypte         | 1  | 0      | 2      | 3     |
| 7     | Maroc          | 0  | 3      | 2      | 5     |
| 8     | Rwanda         | 0  | 0      | 3      | 3     |
| 9     | Nigeria        | 0  | 0      | 1      | 1     |
| Total | Total          | 14 | 13     | 13     | 40    |